# Mingogil
Mingogil es una pedanía española perteneciente al municipio de Hellín, en la provincia de Albacete, dentro de la comunidad autónoma de Castilla-La Mancha. Su nombre se debe a un antiguo señor que parece ser se llamaba de tal manera. Es un pueblo de planificación moderna.

## Situación
Se encuentra al suroeste de su capital, Hellín, a 8,7 kilómetros de distancia.
Limita al norte con Isso y los Barrios de Méndez y Santa Cruz; al este con Agra; al sur con la Región de Murcia (término municipal de Calasparra); y al este con el de Elche de la Sierra.

## Datos de interés
- Iglesia parroquial.
- Fiestas de San Isidro (15 de mayo).
- Día de las Migas.

## Evolución demográfica
| 2000 | 2001 | 2002 | 2003 | 2004 | 2005 | 2006 | 2007 | 2008 | 2009 | 2010 | 2014 | 2015 | 2016 | 2017 |
| 322  | 324  | 316  | 322  | 327  | 325  | 323  | 319  | 322  | 326  | 324  | 285  | 282  | 275  | 274  |

- Datos: Q6017058